# Phil Bredesen
Phil Bredesen, właśc. Philip Norman Bredesen (ur. 21 listopada 1943) – amerykański polityk, związany z Partią Demokratyczną, który od roku 2003 do 2011 pełnił urząd gubernatora stanu Tennessee.

## Przed rozpoczęciem kariery politycznej
Urodził się w Oceanport w New Jersey, ale niebawem przeprowadził się wraz z rodziną do małej miejscowości Shortsville w Nowym Jorku. Ukończył fizykę na prestiżowym Uniwersytecie Harvarda. Bredesen, jego żona Andrea Conte i syn Ben przenieśli się do Nashville w roku 1975. Poprzednio miał żonę o imieniu Susan, ale rozwiódł się. Jest prezbiterianinem.
Już w Tennessee Bredesen stworzył firmę HealthAmerica Corp., która z czasem zaczęła zatrudniać więcej niż 6000 pracowników i była stale obecna na New York Stock Exchange. W roku 1986 sprzedał jednak swoje w niej udziały.

## Kariera polityczna przed wyborem na gubernatora
Pierwszy raz o stanowisko publiczne ubiegał się w roku 1987, kiedy zgłosił swoją kandydaturę na burmistrza Nashville z ramienia demokratów. W czasie prawyborów zdobył drugiej miejsce za kongresmenem Billem Bonerem z 5. okręgu wyborczego. Jednakże 42% głosów, jakie zebrał Boner, dawały mu prawo do drugiej tury. Bredesen przegrał jednak ponownie z Bonerem, który wykorzystywał w kampanii jego pochodzenie z północy (Tennessee leży bowiem na południu). Boner wygrał wybory i przez cztery lata (1987–1991) pełnił urząd burmistrza stolicy Tennessee.
Rok później (1988) Bredesen ponownie ubiegał się o wybieralne stanowisko, tym razem na szczeblu federalnym (miejsce w Kongresie, opuszczone przez Bonera), ale i tu znalazł się na drugim miejscu, gdyż zwycięzcą został syn byłego gubernatora Franka D. Clementa Bob Clement, który z łatwością wygrał właściwe wybory (okręg ten od roku 1875 nieprzerwanie znajduje się w rękach demokratów).
Mimo dwukrotnych porażek, Bredesen wyrobił sobie dzięki udziałom w tych kampaniach nazwisko i pewne poparcie, co widoczne było w roku 1991, kiedy ponownie kandydował na burmistrza i wygrał dużą większością głosów. Urząd burmistrza stolicy stanu Tennessee pełnił w latach 1991–1999.

### Burmistrz Nashville
Jako burmistrz Bredesen przykładał dużą wagę do spraw edukacji (m.in. zatrudnił 440 nowych nauczycieli, kazał wybudować 33 nowych szkół i odnowił 43 już istniejące).
W roku 1994 zdobył nominację demokratów na gubernatora Tennessee. Jego przeciwnikiem z ramienia republikanów był konserwatywny kongresmen Don Sundquist z 7. okręgu, który pokonał burmistrza niespodziewaną większością ponad 10% (był to zdecydowanie rok republikanów).
Przegrana nie zaszkodziła jednak ponownemu wyborowi Bredesena na burmistrza w 1995. Nie ubiegał się natomiast o trzecią kadencję w 1999.

## Gubernator
W roku 2002 gubernator Sundquist nie mógł ubiegać się o trzecią kadencję.
Bredesen ponownie ubiegał się o nominację i z łatwością uzyskał ją, pokonując republikańskiego kongresmena z dawnego okręgu Sundquista Vana Hilleary’ego. Jego kadencja zaczęła się dnia 18 stycznia 2003 roku.
Hilleary prowadził kampanię negatywną, starając się przedstawić Bredesena jako „liberała” i „znajdę z północy”. Mimo iż Tennessee leży na bardziej konserwatywnym południu, w większości jest stanem demokratycznym, choć partia ta utraciła większość wpływów w regionie na rzecz republikanów. Bredesena masowo poparli ludzie ze wschodniej części stanu i jego miasto.
Znajdował się w o tyle komfortowej sytuacji, iż demokraci kontrolowali obie izby stanowej legislatury i większość istotnych stanowisk. Wicegubernatorem w jego administracji był ex offico przewodniczący stanowego senatu John S. Wilder.
Bredesen jest członkiem National Governors Association, Southern Governors' Association, Democratic Governors Association. Jako człowiek zamożny nie pobierał należnej mu z racji urzędu pensji.
W listopadzie 2006 wygrał wybory na kolejną, czteroletnią kadencję  (2007–2011).
Za rządów Bredesena wykonano drugą po przywroceniu kary śmierci w 1976 (i drugi w ogóle od 1960) wyrok śmierci w Tennessee (2006). Bredesen określa się jako zwolennik kary śmierci, ale tylko w wyjątkowych przypadkach i po dokładnym sprawdzeniu sprawy. Dowiódł tego odkładając inne egzekucje, kiedy zaszły poważne wątpliwości. Łącznie za jego kadencji przeprowadzono w Tennessee pięć egzekucji skazanych na śmierć morderców. 

## Potencjalny kandydat na prezydenta
Bredesen, który uznawany był za skutecznego gubernatora i zajmował pozycje umiarkowane, był wymieniany jako potencjalny kandydat do nominacji prezydenckiej lub wiceprezydenckiej w roku 2008. Przemawiała za nim jego popularność w tym regionie oraz to, iż nie zajmował żadnego stanowiska federalnego (wyborcy, co pokazują ostatnie doświadczenia, częściej wybierają gubernatorów, niż kongresmenów czy senatorów na prezydenta). Stan Tennessee, obok Karoliny Północnej, „posiadał” przed wyborami w 2008 aż czterech polityków, wymienianych jako potencjalni kandydaci do tego urzędu (były wiceprezydent Al Gore i Bredesen z ramienia demokratów, oraz senatorowie Bill Frist i Lamar Alexander z ramienia republikanów).